# Kanton Rijsel-Noord
Rijsel-Noord (Frans: Lille-Nord) is een voormalig kanton van het Franse Noorderdepartement. Het kanton maakte deel uit van het arrondissement Rijsel. In 2015 is dit kanton geheel opgegaan in het nieuw gevormde kanton Rijsel-1.

## Gemeenten
Het kanton Rijsel-Noord omvatte de volgende gemeenten:
- La Madeleine
- Rijsel (deels, hoofdplaats)